# Piazza Nazario Sauro
La piazza Nazario Sauro è uno slargo del centro storico di Firenze, situato all'imbocco del ponte alla Carraia, lato Oltrarno. Si accede alla piazza dal lungarno Guicciardini, via Santo Spirito, via dei Serragli, borgo San Frediano e dal lungarno Soderini.

## Storia
Precedentemente la piazza era intitolata ai Soderini (come piazza 'Soderina' appare nella pianta di Firenze delineata da Ferdinando Ruggieri nel 1731) in ricordo della famiglia che in questa zona aveva le sue case e un famoso giardino. Essa doveva assomigliare alla piazza dei Frescobaldi, con la maggior parte degli edifici appartenenti a una famiglia e con una loggia in cui si svolgevano le feste. 
Nel febbraio del 1919 - mantenendosi la memoria dei Soderini nel nome del vicino lungarno - fu deliberata la nuova denominazione, in onore di Nazario Sauro (1880-1916), irredentista, medaglia d'oro della Prima guerra mondiale, impiccato dagli austriaci come traditore. Vi venne anche collocato, all'angolo con il lungarno Soderini, un busto in bronzo del personaggio, opera dello scultore Zulimo Rossellini, che andò perduto nel 1944. 

## Descrizione
Più che di una piazza, sembra di essere in presenza di un breve tratto di strada particolarmente ampio, che oggi si pone visivamente come logica prosecuzione di via Serragli verso il ponte e quindi verso piazza Goldoni.
Attualmente funge da snodo fondamentale del traffico veicolare e pedonale, quest'ultimo particolarmente sostenuto, lungo queste direttrici. 

### Edifici
Il casamento moderno che sorge nel primo tratto della piazza (ingresso dal numero civico 1 del lungarno Soderini) testimonia delle ricostruzioni post belliche e del piano che prevedeva l'allargamento della piazza, poi limitato a quest'unica porzione. Per questo, provenendo dal ponte sulla destra, si trova un'area sgombra che doveva essere espropriata dal Comune, ma che non venne pagata, per questo è ancora oggi contrassegnata come "proprietà privata". 
Sul lato sinistro si allineano le facciate del casamento riunito come palazzo Schneiderff.